# 7718 Desnoux
7718 Desnoux è un asteroide della fascia principale. Scoperto nel 1997, presenta un'orbita caratterizzata da un semiasse maggiore pari a 3,0394444 UA e da un'eccentricità di 0,1105000, inclinata di 12,62944° rispetto all'eclittica.